# كاثلين إينس
كاثلين إينس (بالإنجليزية: Kathleen Innes)‏ هيَ من كويكرز ودُاعية للسلام وَمُعلمة وكاتبة بريطانية، شَغلت منصب رئيس مُشترك للرابطة النسائية الدولية للسلام والحرية في الفترة ما بين 1937 حتى 1946.

## حياتها
كاثلين إينس واسمها الكامِل كاثلين إليزابيث رويدس، وُلدت في 15 يناير 1883 في مدينة ريدنغ في مقاطعة باركشير الإنجليزية. تنتمي عائلتها إلى جمعية الأصدقاء الدينية. بعد أن انهت كاثلين التعليم الابتدائي، حَصلت على شهادة في اللغات الحديثة وحصلت على شهادة المعلمين من جامعة كامبريدج، كما حصلت على شهادة في الأدب، وحصلت على جائزة المركز الأول من جامعة لندن.

## مسيرتها المهنية
باشرت كاثلين التدريس في مدرسة ويكام هاوس في برونزبري في عام 1910. كانت كاثلين ترغب في استكمال تعليمها ولكنها حُرمت من الحصول على درجة أكاديمية من جامعة كامبردج لأنها امرأة، ولذلك التحقت بكلية غريشام حتى تستعد لامتحان القبول في جامعة لندن. حصلت كاثلين على دبلومة الآداب من جامعة لندن بعد قضاءها أربع فصول دراسية تحت إشراف ويليام هنري هدسون، وفازت بكلٍ من قلادة غيلكريست وجائزة شرتون كولينز التذكارية بحكم تفوقها الدراسي. وفي عام 1911 نشرت كاثلين السيرة الشخصية لصمويل تيلور كولريدج وتحليلًا ناقدًا له في كتاب بعنوان «تيلور كولريدج وشعره». وفي العام التالي نشرت كتابًا مشابهًا لإليزابيث باريت براونينغ بعنوان «إليزابيث باريت براونينغ وشعرها». كان ويليام هنري مرشدًا لها في ذلك الحين، وهو من شجعها على كتابة أعمالها، وساعدها في الحصول على وظيفة معلم مساعد في ملحق جامعة لندن. واصلت كاثلين دراساتها أثناء عملها وكتاباتها. وفي عام 1912 نالت درجة البكالريوس في الآداب بعد اجتيازها اختبار الأدب واللغة الإنجليزية والألمانية الذي استمر لمدة 36 ساعة، ونالت درجة الشرف في مساق اللغات الحديثة.
باشرت كاثلين التدريس في مدارس خاصة للفتيات مثل مدارس النساء الثانوية في أندوفر وهامبستاد وهندون وهايفيلد إلى جانب كلية جيرسي للفتيات. وفي عام 1914 ذهبت كاثلين في عطلة إلى ألمانيا في نفس الوقت الذي اندلعت فيه الحرب العالمية الأولى، وتمكنت من الهرب بصعوبة من خطوط الأعداء مرورًا بالدنمارك حتى عادت إلى إنجلترا وإلى منصبها في مدرسة ويكام. وثقت كاثلين تفاصيل رحلتها مع زملائها في يومياتها. وفي عام 1915 تخلت عن مهنة التدريس لمساعدة اللاجئين الهاربين من صربيا. انضمت كاثلين إلى متطوعات مستشفيات نساء اسكتلندا للخدمات الأجنبية في طريقهن إلى سلانيك، وعُينت ممرضة، وبعد فترة قصيرة نُقلت إلى وظيفة مكتبية بحكم إتقانها اللغة الفرنسية والألمانية. درست كاثلين اللغة الصربية كذلك وأضحت لا غنى عنها في وحدتها نظرًا لقدرتها التحدث بلغات متعددة، وعملت بالتناوب مع متطوعات مستشفيات اسكتلندا وعمال صندوق الإغاثة الصربي.
وفي نهاية عام 1916 قررت كاثلين ألا تتطوع مجددًا في حملة مستشفيات نساء اسكتلندا، وعوضًا عن ذلك قررت أن تتعاقد مباشرةً مع قوات الإغاثة في صربيا وبُعثت إلى معسكر لاجئين في أوسياني، فرنسا، وبقيت هناك حتى نهاية عام 1917. كتبت كاثلين ذكرياتها عن هجرة الصرب إلى كورسيكا في مقالة بعنوان «مع الصرب في كورسيكا» التي نشرت في بادئ الأمر في صحيفة «ذا كونتمبراري» وأعيد نشرها في مجلة ماكلين في كندا. شاركت كاثلين كذلك في مبادرة الإغاثة التي ساهمت في تجميع رضاعات الأطفال لإطعام الرضع وإرسالها إلى ألمانيا. نالت كاثلين وسام القديس سابا من صربيا تقديرًا لمجهوداتها في الإغاثة. شغلت كاثلين وظيفة في برمنغهام عقب عودتها إلى إنجلترا وبقيت هناك حتى مايو عام 1918 عندما عُرضت عليها وظيفة بدوام كلي في لندن. ونظرًا لإصابة والدها بالمرض ووفاته تعذر عليها أن تنضم إلى حملات الإغاثة البريطانية المتجهة إلى صربيا. دفعت الحرب كاثلين نحو السلامية ومعارضة العنف، ولهذا السبب انضمت إلى الرابطة النسائية الدولية للسلام والحرية، وعصبة اتحاد الأمم. وانضمت كذلك إلى اتحاد التحكم الديمقراطي بصفتها منظم مدفوع الأجر بدوام جزئي، وعُينت كذلك سكرتيرة لمكتب الرابطة النسائية في لندن بدوام جزئي لعدة أشهر في عام 1919.

## وفاتها
تُوفيت كاثلين في 27 مارس 1967 بمرض سرطان القولون في مدينة أندوفر في مقاطعة هامبشاير الإنجليزية. في عقد 1980 تم إصلاح عدد من كتابتها في النقد الأدبي وتاريخ هامبشاير وأُعيدت طباعتها.